# هیفورک (کالیفرنیا)
هیفورک (به انگلیسی: Hayfork) یک منطقهٔ مسکونی در ایالات متحده آمریکا است که در شهرستان ترینیتی، کالیفرنیا واقع شده‌است. هیفورک ۱۸۶٫۷۹۱ کیلومتر مربع مساحت و ۲٬۳۶۸ نفر جمعیت دارد و ۷۰۴ متر بالاتر از سطح دریا واقع شده‌است.